# Glyphodes summaperta
Glyphodes summaperta is een vlinder uit de familie van de grasmotten (Crambidae), uit de onderfamilie van de Spilomelinae. De wetenschappelijke naam van deze soort is voor het eerst voorgesteld als Tegostoma summaperta door Harrison Gray Dyar Jr. in een publicatie uit 1925.
De soort komt voor in Mexico.